# Tatjana Bakatiuk
Tatjana Witaljewna Bakatiuk-Amanżoł (ros. Татьяна Витальевна Бакатюк-Аманжол; ur. 17 października 1985) – kazachska zapaśniczka walcząca w stylu wolnym. Olimpijka z Pekinu 2008, gdzie zajęła piąte miejsce w kategorii 48 kg i z Tokio 2020, gdzie zajęła dwunaste miejsce w kategorii 53 kg.
Zajęła piąte miejsce w mistrzostwach świata w 2007, 2010 i 2012. Brązowa medalistka igrzysk azjatyckich w 2014. Mistrzyni Azji w 2009, 2013, 2014 i 2020. Czwarta w Pucharze Świata w 2013. Ósma na Uniwersjadzie w 2013 roku.